# Пыточный
Пыточный — хутор в Волоконовском районе Белгородской области России. Входит в состав Покровского сельского поселения.

## География
Село расположено в восточной части Белгородской области, в 7 км по прямой на восток от районного центра Волоконовки.

## Население
| 2002 | 2010 |
| ---- | ---- |
| 30   | ↘9   |